# Arlette Leroi-Gourhan
Arlette Leroi-Gourhan, geb. Royer (* 9. Januar 1913 in Paris; † 25. April 2005 in Vermenton, Département Yonne) war eine französische Prähistorikerin, die sich vor allem um die Paläobotanik verdient gemacht hat.

## Leben
Arlette Royer wurde in eine vermögende Industriellenfamilie geboren und hatte früh Gelegenheit durch Europa und Nordafrika zu reisen. Sie besuchte die École du Louvre, dann die École pratique des hautes études (EPHE), wo sie bei Marcel Mauss hörte und den Umbau des Ethnologischen Museums du Trocadéro in das Musée de l’Homme miterlebte. Dort arbeitete sie sich in die Museologie ein. An der École pratique des hautes études lernte sie André Leroi-Gourhan kennen, den sie 1936 heiratete.
Als ihr Ehemann eine Stellung als Ethnologe bei der japanischen Regierung erhielt, reiste das Paar im Februar 1937 dorthin, um dort zwei Jahre zu bleiben. Während André am französisch-japanischen Institut von Kyoto arbeitete, bereitete Arlette für ihn Fotografien auf, erledigte Sekretariatsaufgaben und begleitete ihren Mann auf den anstehenden Reisen. Im Sommer 1938 befassten sie sich mit den letzten Ainu auf Hokkaidō. Während André seine Arbeiten publizierte, veröffentlichte Arlette 1989 eine Arbeit zu diesem Thema auf der Grundlage ihrer gemeinsamen Arbeiten. Mit dem Münchener Abkommen wurde die Situation für das Paar unhaltbar, so dass Arlette mit einigen Objekten für das Pariser Museum abreiste.
In den nächsten 15 Jahren widmete Arlette Leroi-Gourhan ihre Arbeitskraft ihren vier Kindern und der Karriere ihres Mannes, der weiterhin am Museum arbeitete, aber auch an der Universität Lyon.
Ab 1954 begann sie eigene Recherchen aufzunehmen. Ihr Arbeitsplatz war zunächst ein Labor am Musée de l’Homme, das auf Pollenanalyse spezialisiert war und das vielfach von französischen und ausländischen Kollegen genutzt wurde. André Leroi-Gourhan leitete die prähistorische Abteilung am Centre national de la recherche scientifique. Arlette arbeitete bald als Direktorin ohne Amtsbereich am selben Institut. Bis 1986, als ihr Ehemann starb, publizierte das Paar nur einen Beitrag gemeinsam, wenn Arlette auch auf der Grundlage von Arbeiten, die André in Japan durchgeführt hatte, publizierte.
Arlette Leroi-Gourhan spezialisierte sich auf Paläobotanik, ein bis dahin kaum bearbeitetes Feld. Dabei lernte sie vor allem bei Madeleine Van Campo. Erste Erfahrungen sammelte sie in den Höhlen von Arcy-sur-Cure, von Saint-Marcel (Département Indre) sowie in der Cotte de Saint-Brelade auf Jersey. Die vorläufigen Ergebnisse publizierte sie zusammen mit Van Campo 1956. 1965 erschien die einzige gemeinsame Publikation des Paares, nämlich zur Höhle von Arcy-sur-Cure. In den Jahren 1957 bis 1961 wandte sie sich allerdings zunächst nordafrikanischen Grabungsstätten, wie der Höhle von El Guettar in Tunesien, und nahöstlichen Grabungsstätten zu, wie Schanidar im Irak. Darüber hinaus befasste sie sich mit südwesteuropäischen Fundstätten, wie Isturitz, Lascaux, la Cueva del Otero, la Vache oder dem Abri Fritsch. Eine erste Synthese konnte sie 1959 auf einem Prähistorikerkongress in Monaco vorlegen. Damit gelang in der französischen Forschung die Etablierung ihres paläobotanischen Schwerpunktes, wobei in den 1970er Jahren der Akzent auf der Rekonstruierung der klimatischen Entwicklung lag.
Neben der Paläobotanik befasste sich Arlette Leroi-Gourhan mit der abbildenden Kunst an den Höhlenwänden von Lascaux, Enlène, la Vache oder le Portel. Zu Lascaux entstand mit Lascaux inconnu eine Gemeinschaftsarbeit mit Jacques Allain, 1979 eine Monographie als Supplementum der Gallia-Préhistoire, zu Schanidar entstand zunächst ein Aufsatz zu den dort nachgewiesenen Blumen, ein weiterer zum gleichen Themenkreis im Jahr 1999.
1990 erhielt sie den Ordre national du Mérite. 2002 zog sie sich nach Verment zurück.
Insgesamt entstanden aus ihrer Feder über 170 Publikationen.

## Werke (Auswahl)
- mit Jacques Allain: Lascaux inconnu, Éditions du Centre National de la Recherche Scientifique, Paris 1979.
- mit Françoise Trotignon, Jacques Allain, Thérèse Poulain: Études sur l'Abri Fritsch (Indre), Éditions du Centre national de la recherche scientifique, Paris 1984.
- mit Gilles Delluc, Jacques Lagrange, Claude Bassier, Thierry Felix, Marcel Ravidat, Paul Fitte, Brigitte Delluc, André Leroi-Gourhan, Jean-Pierre Bitard, Alain Roussot, Denis Vialou, Bernard Fournioux: Le livre du Jubilé de Lascaux, 1940-1990, La societe historique et archeologique du Perigord, 1990 (darin: Les Artistes de Lascaux).
- mit Jean-Laurent Monnier, Claude Guérin, Georgette Delibrias: Chapitre premier. Environnement et chronologie, in: José Garanger (Hrsg.): La préhistoire dans le monde. Nouvelle édition de la préhistoire d'André Leroi-Gourhan, Presses Universitaires de France, Paris 1992.
- Eine Reise zu den Ainu. Hokkaido 1938, Ammann, 1995.
- Les derniers Ai͏̈nous. Photographies au Japon en 1938, Editions Akié Arichi, 2000.